# Halloween II (filme de 2009)
Halloween II (ou H2) é um filme de terror estadunidense 2009 escrito, dirigido e produzido por Rob Zombie. O filme é uma sequência do remake de 2007, é o décimo filme da série de filmes Halloween. Pegando Halloween, onde terminou, e em seguida, passa à frente um ano, Halloween II mostra Laurie Strode como ela lida com as conseqüências dos acontecimentos do ano anterior, o Dr. Loomis, que está tentando capitalizar sobre esses eventos, publicando um novo livro que narra tudo o que aconteceu, e Michael Myers enquanto continua sua busca por Laurie para que ele possa matá-la. O filme vê o retorno de conduzir os membros do elenco Malcolm McDowell, Scout Taylor-Compton, e Tyler Mane, que retratou o Dr. Loomis, Laurie Strode e Michael Myers no filme de 2007.

## Sinopse
Laurie Strode (Scout Taylor-Compton) é levada ao hospital, após supostamente matar o responsável pelo assassinato de diversas pessoas em Haddonfield, Illinois. Sua paz logo é abalada com o ressurgimento de Michael Myers (Tyler Mane), que mata todos aqueles que cruza para encontrar sua irmã Laurie. Ela mais uma vez escapa, mas passa anos amedrontada pelo ocorrido. Apos bastante tempo, Laurie enfim consegue superar o trauma. Só que, com a aproximação de mais um aniversário do massacre, Michael ressurge com a intenção de provocar uma nova reunião familiar.

## Elenco
- Malcolm McDowell - Dr. Sam Loomis
- Tyler Mane - Michael Myers
- Scout Taylor-Compton - Laurie Strode
- Sheri Moon Zombie - Deborah Myers
- Brad Dourif - Xerife Leigh Brackett
- Danielle Harris - Annie Brackett
- Chase Wright Vane - Michael Myers (10 anos)

## Produção
A produção começou a gravar em 23 de fevereiro de 2009, em Atlanta, Geórgia. Zombie reconheceu que as filmagens na Geórgia, desde certas isenções fiscais para a empresa, mas o verdadeiro motivo que ele escolheu esse local foi porque os outros locais que ele estava planejando filmar ainda estavam em tempo de neve. Para ele, as paisagens e os locais da Geórgia é o olhar que ele queria para seu filme.

## Música
Para a seqüência, Zombie só usou a música de John Carpenter tema original na cena final do filme, embora o diretor admite que tentou encontrar outras partes do filme para incluí-la. De acordo com Zombie, á música de Carpenter não se encaixava com o que estava acontecendo no filme, ele disse que "simplesmente não me sentiria bem" para o diretor. Zombie também utilizou canções da cultura pop em todo o filme, com "Nights in White Satin". De acordo com Zombie, que ele escolheu canções que ele gostava, e que reforçaria uma determinada cena do filme. Uma trilha sonora oficial do filme foi lançado em 25 de agosto de 2009. Também executa "Love Hurts" para os créditos finais de Halloween II.